# 伊科諾米 (印地安納州)
伊科諾米（英語：Economy）是一個位於美國印地安納州韋恩縣的城鎮。

## 人口
根據2010年美國人口普查的數據，伊科諾米的面積為0.23平方千米，當中陸地面積為0.23平方千米，而水域面積為0.00平方千米。當地共有人口187人，而人口密度為每平方千米813人。